# Monodrama
Monodrama (von altgriechisch μόνος mónos „allein, einzig“ und δρᾶμα drama „Schauspiel“), auch Monodram, Solospiel oder Einpersonenstück, ist im Theaterwesen ein Inszenierung, in dem nur eine Person spricht oder singt. Musikalische Monodramen werden als Monooper bezeichnet.
Zeitweise verstand man auch Soloszenen innerhalb eines Lustspiels als Monodrama. Auch die meisten Stücke für Pantomimen sind als Monodramen angelegt.
Monodramen schrieben unter anderem Richard von Meerheimb, August Strindberg, Anton Tschechow und Samuel Beckett. Eine Monooper ist zum Beispiel Erwartung von Arnold Schönberg und Librettistin Marie Pappenheim.
Es gibt auch Bearbeitungen von bekannten Dramen als Monodrama, z. B.
- Klaus-Maria Brandauer: Ein Sommernachtstraum[1]
- Christine Sohn: Faust[2]

In Deutschland finden regelmäßig Theaterfestivals für Monodramen statt, u. a. Thespis – Internationales Monodrama Festival in Kiel seit 1999 oder Monospektakel in Reutlingen seit 2011.
In Österreich findet seit 2013 alle zwei Jahre das Mono Bene Festival mit Monodrama-Produktionen aus Italien, Slowenien, Deutschland und Österreich statt.
Bipersonales Psychodrama wird manchmal fälschlich als Monodrama bezeichnet.

## Monodramen (Auswahl)
- Alessandro Baricco: Novecento – Die Legende vom Ozeanpianisten
- Rob Becker: Caveman
- Samuel Beckett: Damals[7]
- Samuel Beckett: Das letzte Band[7]
- Samuel Beckett: Rockaby[7]
- Jean Cocteau: La voix humaine (1930)
- Joan Didion: Das Jahr magischen Denkens (2005)
- Tankred Dorst: Kupsch[7]
- Horst Eckert (Janosch): Zurück nach Uskow (oder Eine Spur von Gott oder Der Hund von Cuernavaca) (1992)
- Eve Ensler: Die Vagina-Monologe (1998)
- Cosmos Factory: Heinrich Eduardowitsch. Archäologie eines Traumes
- Peter Hacks: Ein Gespräch im Hause Stein über den abwesenden Herrn von Goethe
- Kai Hensel: Klamms Krieg
- Jonathan Larson: Tick, Tick... BOOM!
- Charles Lewinsky: Ein ganz gewöhnlicher Jude (2005)
- Reinhold Massag: Die Judenbank
- Felix Mitterer: Der Patriot (2008)
- Josip Pejaković: On meni nema Bosne (Er zu mir: Bosnien gibt es nicht!)
- Helmut Qualtinger und Carl Merz: Der Herr Karl
- Diana Raznovich: Desconcierto
- David W. Rintels: Im Zweifel für den Angeklagten (engl. Clarence Darrow)
- Jean-Jacques Rousseau: Pygmalion (Melodram)
- Patrick Süskind: Der Kontrabaß
- Überlieferung: Nondi-natakam

## Monoopern (Auswahl)
- Francis Poulenc: La voix humaine (1959, nach Jean Cocteau)
- Michael Jarrell: Cassandre (1994, nach Christa Wolf: Kassandra)
- Grigori Frid: Das Tagebuch der Anne Frank (1969)
- Arnold Schönberg: Erwartung (1924; Libretto: Marie Pappenheim)
- Peter Maxwell Davies: The Medium (1981)[8]